# Eugene Asti
Eugene Asti (* 30. Mai 1962) ist ein US-amerikanischer Pianist und Musikpädagoge.

## Leben
Asti studierte am Mannes College of Music in New York bei Jeannette Haien, der Lehrerin von Murray Perahia, und bei Graham Johnson an der Guildhall School of Music and Drama in London. An der Guildhall School unterrichtet er seit mehr als dreißig Jahren Klavierbegleitung und gibt Gesangsunterricht und Klavierklassen. Er unterrichtet außerdem am Laban Conservatoire of Music and Dance
und bietet Meisterklassen in Großbritannien und im Ausland an.
Als gesuchter Klavierbegleiter arbeitete er mit zahlreichen Sängern zusammen, darunter Thomas Allen, Nancy Argenta, Katherine Broderick, Alison Buchanan, Sarah Connolly, Sophie Daneman, Neil Davies, Richard Edgar-Wilson, Rebecca Evans, Alessandro Fisher, Anna Grevelius, Susan Gritton, Sophie Karthäuser, Angelika Kirchschlager, Mhairi Lawson, Stephan Loges, Felicity Lott, Hannah Morrison, James Newby, Mark Padmore, Margaret Price, James Rutherford, Bryn Terfel, Willard White, Roderick Williams, Helene Wold und Catherine Wyn-Rogers. Eine besonders enge künstlerische Partnerschaft verbindet ihn mit Sophie Karthäuser, Stephan Loges und James Rutherford. Er hatte Auftritte u. a. in der Wigmore Hall und im Barbican Centre in London, im Wiener Musikverein, im Mariinski-Theater in Sankt Petersburg, im Concertgebouw in Amsterdam, in der Kölner Philharmonie und in der Carnegie Hall in New York und spielte Aufnahmen bei den Labels Hyperion Records, Harmonia Mundi und Chandos Records, bei der BBC, Radio France und RTBF ein.
Für den Bärenreiter-Verlag erarbeitete er eine Edition der Lieder Felix Mendelssohn Bartholdys, die 2008 erschien. Zum 200. Geburtstag von Mendelssohn 2009 konzipierte und kuratierte er eine Reihe von Recitals im Londoner Kings Place.